# 동훈 (1934년)
동훈(董勳, 1934년 ~ 2018년 12월 30일)은 대한민국의 관료, 정치인이다.
함경남도 북청군 출신으로, 서울대학교 법과대학을 졸업하고 서울신문사 논설위원을 지내다가 60년대 중반 대통령 정무비서관이 되었다. 대통령 사정비서관을 지내던 중 1975년 12월 국토통일원 제4대 차관으로 임명되어 1980년 1월까지 재임하였다. 이후 연변대학교 해외고문 및 겸직교수를 지내었고 한국 남북평화통일연구소 소장을 맡았다.